# Bitwa pod Plocznikiem
Bitwa pod Plocznikiem – starcie zbrojne, które miało miejsce w roku 1386 w trakcie najazdów osmańskich na Bałkany.
Bitwa zakończyła się zwycięstwem wojsk serbskich i bośniackich pod wodzą księcia Łazarza nad siłami osmańskimi.